# Церковь Ильи Пророка (Чёрное)
Храм святого пророка Илии в деревне Чёрное — православный храм, расположенный в Ленинградской области между Ладожским озером и новым Ладожским каналом. Настоятель — протоиерей Иоанн Малинин.

## История

### Первые храмы
Первая деревянная церковь во имя святого Илии Пророка была построена в селе Чёрное ещё в 1730 году, однако в 1760 она сгорела вместе с селом.
На том же месте благодаря усилиям дворцового крестьянина Мирона Данилова была построена новая деревянная церковь во имя Богоявления Господня. По прошению священника Алексея Гаврилова её освятили в 1763 году. Об этом свидетельствовала грамота: «Ладожского заказа, Пречистинского Городенского погоста, в выставке Чёрном, новопостроенную, деревянную, во имя Богоявления Господня, теплую церковь на прежнем, оставшемся от прежде погорелой, тоя же выставки церкви, антиминсе, Ладожскому протоиерею соборне освятить». Наверху подпись архиепископа Великого Новгорода Димитрия, а в конце: «писана и дана сия благословенная грамота, за подписанием нашея руки и печатью, в царствующем в С.Петербурге, в нашем архиерейском Карповском доме, при церкви св. Чудотворца Николая 1763 года, сентября 19-го числа».

### Каменная церковь
К концу XIX века, долго не будучи реставрирована, церковь Богоявления приходит в полный упадок. В 1871 году митрополит Новгородский, Санкт-Петербургский и Финляндский Исидор, проезжая по Староладожскому каналу, посетил храм и, отвечая на просьбы прихожан, выдал на строительство новой церкви деньги (15 тыс. руб.), пожертвованные дворянином Аркадием Ивановичем Касаткиным, директором русского строительного общества, и указал место постройки.
Строительство новой церкви шло по плану, утверждённому губернским правлением 31-го августа 1873 г. и исполненному архитектором Владиславом Пильцем. Постройка церкви стоила 19 тыс. руб. Храм крестообразный, с полукружием для алтаря, каменный, одноглавый, с колокольней. Купол и колокольня деревянные. Главный алтарь был освящён 5-го октября 1875 г. После постройки новой церкви старая была разобрана, на месте, где находился её алтарь, была построена часовня, остальное использовано на двухэтажный дом для школы. Изначально причт состоял из священника, дьячка и пономаря, с 1876 года из священника и псаломщика.
В храме имелись такие достопримечательности, как храмовый образ Пророка Илии, питаемого воронами, вынесенный из старой церкви во время пожара, и икона Богоявления, написанная в 1763 году.

### История после 1917 года
Богослужения в церкви Илии Пророка не прерывались до 1937 года, когда тогдашнего настоятеля священника Иоанна Пастухова арестовали и расстреляли по приговору Особой тройкой УНКВД Ленинградской области.
С 1946 года богослужения возобновились и продолжались до 1960 года, позже храм был закрыт и постепенно разрушался.
По благословению митрополита Санкт-Петербургского и Ладожского Владимира 22 июня 2006 года началось возрождение приходской жизни и восстановление храма. Начаты реставрационные работы, которые ведутся по сей день.
2 августа 2006 года — в день памяти Святого Пророка Илии — в ограде у алтаря Храма отслужен Водосвятный молебен и на вратах ограды установлена Храмовая Икона. 19 января 2007 года, в Праздник Крещения Господня, в Храме состоялось Великое Водосвятие.
2 августа 2008 года в престольный праздник в память пророка Божия Илии протоиереем Иоанном Малининым и причтом Сампсониевского собора совершена первая божественная литургия после закрытия храма. В 2008 построена небольшая деревянная часовня, в которой совершаются еженедельные богослужения.
Церковь считалась выявленным объектом культурного наследия России, однако приказом Комитета по культуре Ленинградской области № 14 от 28.03.2006 была лишена охранного статуса.

## Настоятели церкви
| настоятель                            | годы служения          |
| ------------------------------------- | ---------------------- |
| иерей Алексей Гаврилов                | 1763                   |
| иерей Феодор                          |                        |
| иерей Алексей Феодорович Федоров      | 1805—1830              |
| иерей Иоанн Иоаннов                   | 1830—1838              |
| иерей Александр Николаевич Чернов     | 1838—1867              |
| иерей Иоанн Михайлович Землянский     | 1867—1871              |
| иерей Крылов Николай Иванович         | 1871—1871              |
| иерей Григорий Сергеевич Тихомиров    | 1871—1877              |
| иерей Алексей Михаилович Бердюговский | 1877—1898              |
| иерей Николай Молчанов                | 1898                   |
| иерей Василий Кубецкий                | 1899                   |
| иерей Симеон Дымский                  | 1909—1912              |
| иерей Иаков Дмитриевич Чулков         | 1912—1913              |
| иерей Иоанн Романович Пастухов        | 1928—1937              |
| иерей Адриан Федорович Рождественский | 1946—1948              |
| иерей Павел Михайловский              | 1948                   |
| иеромонах Серафим Блохин              | 1948—1949              |
| иерей Григорий Селиванов              | 1949                   |
| иерей Евгений Васильевич Ефимов       | 1950                   |
| иерей Владимир Черепанов              | 1950—1951              |
| иерей Феодор Прошин                   | 1951—1952              |
| иерей Анатолий Иванович Малинин       | 1952—1954              |
| иерей Григорий Юримский               | 1954—1959              |
| протоиерей Иоанн Анатольевич Малинин  | 2006 — настоящее время |